# Linothele cavicola
Linothele cavicola är en spindelart som beskrevs av Pablo A. Goloboff 1994. Linothele cavicola ingår i släktet Linothele och familjen Dipluridae.
Artens utbredningsområde är Ecuador. Inga underarter finns listade i Catalogue of Life.